# Кристина Стигсдоттер Хвиде
Кристина Стигсдоттер Хвиде (швед. Kristina Stigsdotter Hvide; дат. Christine Stigsdatter Hvide; ок. 1145 ― ок. 1200) ― королева-консорт Швеции, супруга Карла VII Сверкерссона и мать короля Сверкера II Карлссона.

## Биография
Кристина Стигсдоттер была дочерью датского дворянина Стига Токесена (ум. 1150) из династии Хвиде из Скании (на тот момент ― провинция Датского королевства) и датской принцессы Маргарет Кнудсдаттер, которая была дочерью короля Дании Кнуда Лаварда.
Кристина вышла замуж за короля Швеции Карла VII в 1163 (или в 1164) году и с тех пор проживала в Швеции. В 1163 году шведский ярл Гутторм встретил её в Скании и отправился с ней в Швецию. Историки полагают, что их свадебная церемония состоялась после интронизации нового архиепископа Уппсалы Стефана в 1164 году. После того, как её муж был свергнут и убит в Висингсё в 1167 году (вероятно, убийство совершили люди Кнута Эрикссона), Кристина бежала в Данию вместе со своим сыном. После смерти Кнута Эрикссона её сын был избран королём Швеции и стал известен под именем Сверкер II.
Даты рождения и смерти Кристины Стигсдоттер доподлинно неизвестны, но историки предполагают, что она родилась около 1145 года и умерла около 1200 года.
Дети
- Сверкер II Карлссон (1164―1210), король Швеции в 1195―1208 годах.